# DC Animated Movie Universe
Das DC Animated Movie Universe (DCAMU) war eine US-amerikanische Superhelden-Zeichentrickfilmreihe, die von Warner Bros. Animation und DC Entertainment produziert und von Warner Home Media vertrieben wird. Die Filme sind Teil der DC Universe Animated Original Movies und basieren auf den von DC veröffentlichten Comics der The-New-52-Reihe. Die erste Handlungsbogen der Filmreihe begann 2013 mit Justice League: The Flashpoint Paradox und wurde 2020 mit Justice League Dark: Apokolips War beendet. Der zweite Teil, der als Tomorrowverse bekannt ist, begann mit Superman: Man of Tomorrow und endete 2024 mit der Trilogie Justice League: Crisis on Infinite Earths. Das DCAMU wurde überwiegend positiv aufgenommen und war kommerziell erfolgreich.

## Filme
| Nr.           | Titel                                                  | Premiere        | Regie                        | Drehbuch                                      | Produktion                                     |
| The New 52    | The New 52                                             | The New 52      | The New 52                   | The New 52                                    | The New 52                                     |
| ------------- | ------------------------------------------------------ | --------------- | ---------------------------- | --------------------------------------------- | ---------------------------------------------- |
| 01            | Justice League: The Flashpoint Paradox                 | 30. Juli 2013   | Jay Oliva                    | James Krieg                                   | James Tucker                                   |
| 02            | Justice League: War                                    | 4. Februar 2014 | Jay Oliva                    | Heath Corson                                  | James Tucker                                   |
| 03            | Son of Batman                                          | 22. April 2014  | Ethan Spaulding              | Joe R. Lansdale                               | James Tucker                                   |
| 04            | Justice League: Throne of Atlantis                     | 13. Januar 2015 | Ethan Spaulding              | Heath Corson                                  | James Tucker                                   |
| 05            | Batman vs. Robin                                       | 3. April 2015   | Jay Oliva                    | J.M. DeMatteis                                | James Tucker                                   |
| 06            | Batman: Bad Blood                                      | 19. Januar 2016 | Jay Oliva                    | J.M. DeMatteis                                | James Tucker                                   |
| 07            | Justice League vs. Teen Titans                         | 26. März 2016   | Sam Liu                      | Alan Burnett, Bryan Q. Miller                 | James Tucker                                   |
| 08            | Justice League Dark                                    | 24. Januar 2017 | Jay Oliva                    | Ernie Altbacker, J.M, DeMatteis               | James Tucker                                   |
| 09            | Teen Titans: Der Judas-Auftrag                         | 31. März 2017   | Sam Liu                      | Ernie Altbacker                               | James Tucker                                   |
| 10            | Suicide Squad: Hell to Pay                             | 23. März 2018   | Sam Liu                      | Alan Burnett                                  | Sam Liu                                        |
| 11            | The Death of Superman                                  | 24. Juli 2018   | Sam Liu, Jake Castorena      | Peter Tomasi                                  | Sam Liu, Amy McKenna                           |
| 12            | DC: Constantine: City of Demons: The Movie             | 4. Oktober 2018 | Doug Murphy                  | J.M. DeMatteis                                | Butch Lukic                                    |
| 13            | Reign of the Supermen                                  | 10. Januar 2019 | Sam Liu                      | James Krieg, Tim Sheridan                     | Amy McKenna                                    |
| 14            | Batman: Hush                                           | 6. August 2019  | Justin Copeland              | Ernie Altbacker                               | Amy McKenna                                    |
| 15            | Wonder Woman: Bloodlines                               | 4. Oktober 2019 | Justin Copeland, Sam Liu     | Mairghread Scott                              | Sam Liu, Amy McKenna                           |
| 16            | Justice League Dark: Apokolips War                     | 5. Mai 2020     | Matt Peters, Christina Sotta | Mairghread Scott                              | Amy McKenna                                    |
| Tomorrowverse |                                                        |                 |                              |                                               |                                                |
| 17            | Superman: Man of Tomorrow                              |                 | Chris Palmer                 | Tim Sheridan                                  | James Krieg, Kimberly S. Moreau                |
| 18            | Justice Society: World War II                          |                 | Jeff Wamester                | Jeremy Adams, Meghan Fitzmartin               | James Krieg, Kimberly S. Moreau                |
| 19            | Batman: The Long Halloween – Teil Eins                 |                 | Chris Palmer                 | Tim Sheridan                                  | James Krieg, Kimberly S. Moreau                |
| 20            | Batman: The Long Halloween – Teil Zwei                 |                 | Chris Palmer                 | Tim Sheridan                                  | James Krieg, Kimberly S. Moreau                |
| 21            | Green Lantern: Beware My Power                         |                 | Jeff Wamester                | John Semper, Ernie Altbacker                  | James Krieg                                    |
| 22            | Legion of Super-Heroes                                 |                 | Jeff Wamester                | Josie Campbell                                | James Krieg, Kimberly S. Moreau                |
| 23            | Justice League: Warworld                               |                 | Jeff Wamester                | Jeremy Adams, Ernie Altbacker, Josie Campbell | James Krieg, Kimberly S. Moreau                |
| 24            | Justice League: Crisis on Infinite Earths – Part One   |                 | Jeff Wamester                | James Krieg                                   | James Krieg, Kimberly S. Moreau                |
| 25            | Justice League: Crisis on Infinite Earths – Part Two   |                 | Jeff Wamester                | James Krieg                                   | James Krieg, Kimberly S. Moreau, Michael Uslan |
| 26            | Justice League: Crisis on Infinite Earths – Part Three |                 | Jeff Wamester                | James Krieg                                   | James Krieg, Kimberly S. Moreau                |

## Kurzfilme
| Titel                              | Erstveröffentlichung (USA) | Regie       | Drehbuch        | Produktion                |
| ---------------------------------- | -------------------------- | ----------- | --------------- | ------------------------- |
| Nightwing and Robin                | 14. Januar 2015            | Bruce Timm  | N/A             | James Tucker              |
| Constantine – The House of Mystery | 3. Mai 2022                | Matt Peters | Ernie Altbacker | James Krieg, Rick Morales |

## Chronologie
| Handlungsjahr                                 | Film(e) |
| --------------------------------------------- | --- |
| Ursache des Flashpoint Paradoxon / The New 52 | Justice League: The Flashpoint Paradox |
| 2011                                          | Teen Titans: Der Judas-Auftrag |
| 2012                                          | Wonder Woman: Bloodlines, Justice League: War, Son of Batman, Justice League: Throne of Atlantis, Nightwing and Robin                                                |
| 2013                                          | Batman vs. Robin, Batman: Bad Blood |
| 2014                                          | Justice League vs. Teen Titans, Suicide Squad: Hell to Pay, Justice League Dark                                                                                      |
| 2016                                          | Teen Titans: The Judas Contract |
| 2018                                          | The Death of Superman, Reign of the Supermen, DC: Constantine: City of Demons: The Movie, Batman: Hush, Wonder Woman: Bloodlines, Justice League Dark: Apokolips War |
| 2020                                          | Justice League Dark: Apokolips War |
| Auswirkungen von JL Dark: Apokolips War       | Constantine – The House of Mystery |

## Wiederkehrende Charaktere
| Rolle                            | Originalstimme                                                                   | Auftritte |
| Gerechtigkeitsliga               | Gerechtigkeitsliga                                                               | Gerechtigkeitsliga |
| -------------------------------- | -------------------------------------------------------------------------------- | --- |
| Barry Allen / The Flash          | Justin Chambers 1, Christopher Gorham                                            | JL: The Flashpoint Paradox, JL: War, JL: Throne of Atlantis, JL vs. TT, JL Dark, The Death of Superman, Reign of the Supermen, JL Dark: Apokoplips War, Constantine – The House of Mystery                                                                                       |
| Billy Batson / Shazam            | Jennifer Hale (Billy Batson) & Steve Blum (Shazam) 1, Zach Callison & Sean Astin | JL: The Flashpoint Paradox, JL: War, JL: Throne of Atlantis, JL Dark: Apokolips War |
| Arthur Curry / Aquaman           | Cary Elwes 1, Matt Lanter                                                        | JL: The Flashpoint Paradox, JL: Throne of Atlantis, JL Dark, JL Dark: Apokolips War |
| Mera                             | Sumalee Montano                                                                  | JL: The Flashpoint Paradox, JL: Throne of Atlantis, The Death of Superman, JL Dark: Apokolips War, Constantine – The House of Mystery |
| Diana Prince / Wonder Woman      | Vanessa Marshall 1, Michelle Monaghan, Rosario Dawson                            | JL: The Flashpoint Paradox, JL: War, JL: Throne of Atlantis, JL vs. TT, JL Dark, The Death of Superman, Reign of the Supermen, Wonder Woman: Bloodlines, JL Dark: Apokoplips War, Constantine – The House of Mystery                                                             |
| Clark Kent / Superman            | Sam Daly 1, Alan Tudyk 2, Jerry O’Connell                                        | JL: The Flashpoint Paradox, JL: War, JL: Throne of Atlantis, JL vs. TT, JL Dark, The Death of Superman, Reign of the Supermen, Batman: Hush, JL Dark: Apokoplips War, Constantine – The House of Mystery                                                                         |
| Hal Jordan / Green Lantern       | Nathan Fillion, Justin Kirk 2                                                    | JL: The Flashpoint Paradox, JL: War, JL: Throne of Atlantis, The Death of Superman, Reign of the Supermen, JL Dark: Apokoplips War |
| Victor Stone / Cyborg            | Michael B. Jordan 1, Shemar Moore                                                | JL: The Flashpoint Paradox, JL: War, JL: Throne of Atlantis, JL vs. TT, JL Dark, The Death of Superman, Reign of the Supermen, JL Dark: Apokolips War |
| Bruce Wayne / Batman             | Kevin Conroy 1, Jason O’Mara                                                     | JL: The Flashpoint Paradox, JL: War, Son of Batman, JL: Throne of Atlantis, Nightwing and Robin, Batman vs. Robin, Batman: Bad Blood, JL vs. TT, JL Dark, The Death of Superman, Reign of the Supermen, Batman: Hush, JL Dark: Apokolips War, Constantine – The House of Mystery |
| J’onn J’onzz / Martian Manhunter | Nyambi Nyambi                                                                    | JL Dark, The Death of Superman, Reign of the Supermen, JL Dark: Apokoplips War, Constantine – The House of Mystery |
| Carter Hall / Hawkman            | Stumm                                                                            | JL Dark, The Death of Superman, Reign of the Supermen, JL Dark: Apokoplips War, Constantine – The House of Mystery |
| Bat-Familie                      |                                                                                  | |
| Kate Kane / Batwoman             | Yvonne Strahovski                                                                | Batman: Bad Blood, The Death of Superman, JL Dark: Apokolips War |
| Luke Fox / Batwing               | Gaius Charles                                                                    | Batman: Bad Blood, JL Dark: Apokolips War |
| Barbara Gordon / Batgirl         | Peyton List                                                                      | Batman: Bad Blood, Batman: Hush, JL Dark: Apokolips War |
| Teen Titans                      |                                                                                  | |
| Dick Grayson / Nightwing         | Sean Maher                                                                       | Son of Batman, Nightwing and Robin, Batman vs. Robin, Batman: Bad Blood, JL vs. TT, Titans: Der Judas-Auftrag, Batman: Hush, JL Dark: Apokolips War, Constantine – The House of Mystery                                                                                          |
| Damian Wayne / Robin             | Stuart Allan                                                                     | Son of Batman, Nightwing and Robin, Batman vs. Robin, Batman: Bad Blood, JL vs. TT, Titans: Der Judas-Auftrag, The Death of Superman, Batman: Hush, JL Dark: Apokolips War, Constantine – The House of Mystery                                                                   |
| Prinzessin Koriand'r / Starfire  | Kari Wahlgren                                                                    | Batman vs. Robin, Batman: Bad Blood, JL vs. TT, Titans: Der Judas-Auftrag, JL Dark: Apokolips War, Constantine – The House of Mystery |
| Rachel Roth / Raven              | Taissa Farmiga                                                                   | JL vs. TT, Titans: Der Judas-Auftrag, JL Dark: Apokolips War, Constantine – The House of Mystery |
| Garfield Logan / Beast Boy       | Brandon Soo Hoo                                                                  | JL vs. TT, Titans: Der Judas-Auftrag, JL Dark: Apokolips War |
| Jaime Reyes / Blue Beetle        | Jake T. Austin                                                                   | JL vs. TT, Titans: Der Judas-Auftrag, JL Dark: Apokolips War |
| Tara Markov / Terra              | Christina Ricci                                                                  | JL vs. TT, Titans: Der Judas-Auftrag |
| Roy Harper / Speedy              | Crispin Freeman                                                                  | Titans: Der Judas-Auftrag, JL Dark: Apokolips War |
| Karen Beecher / Bumblebee        | Masasa Moyo                                                                      | Titans: Der Judas-Auftrag, JL Dark: Apokolips War |
| Donna Try / Wonder Girl          | Stumm                                                                            | Titans: Der Judas-Auftrag, JL Dark: Apokolips War |
| Connor Kent / Superboy           | Cameron Monaghan                                                                 | The Death of Superman, Reign of the Supermen, JL Dark: Apokolips War |
| Justice League Dark              |                                                                                  | |
| John Constantine                 | Matt Ryan                                                                        | JL Dark, DC: Constantine: City of Demons: The Movie, JL Dark: Apokolips War, Constantine – The House of Mystery |
| Zatanna                          | Camilla Luddington                                                               | JL Dark, JL Dark: Apokolips War, Constantine – The House of Mystery |
| Jason Blood / The Demon          | Dee Bradley Baker 1, Ray Chase                                                   | JL: The Flashpoint Paradox, JL Dark, JL Dark: Apokolips War, Constantine – The House of Mystery |
| Dr. Alec Holland / Swamp Thing   | Roger Cross                                                                      | JL Dark, JL Dark: Apokolips War |
| Black Orchid                     | Colleen Villard                                                                  | JL Dark, JL Dark: Apokolips War |
| Boston Brand / Deadman           | Nicholas Turturro                                                                | JL Dark |
| Green Lantern Corps              |                                                                                  | |
| John Stewart / Green Lantern     | Roger Cross                                                                      | JL Dark, JL Dark: Apokolips War |
| Suicide Squad                    |                                                                                  | |
| Amanda Waller                    | Vanessa Williams                                                                 | Suicide Squad: Hell to Pay, Batman: Hush |
| Harleen Quinzel / Harley Quinn   | Tara Strong 3, Hynden Walch                                                      | Suicide Squad: Hell to Pay, Batman: Hush, JL Dark: Apokolips War |
| Captain Boomerang                | James Patrick Stuart 1, Liam McIntyre                                            | JL: The Flashpoint Paradox, Suicide Squad: Hell to Pay, JL Dark: Apokolips War |
| Black Manta                      | Harry Lennix 4, Dave Fennoy                                                      | JL: The Flashpoint Paradox, JL: Throne of Atlantis, Suicide Squad: Hell to Pay, JL Dark: Apokolips War |
| Barbara Ann Minerva / Cheetah    | Kimberly Brooks                                                                  | JL vs. TT, The Death of Superman, Wonder Woman: Bloodlines, JL Dark: Apokolips War |
| Bane                             | Adam Gifford                                                                     | Batman: Hush, JL Dark: Apokolips War |
| Superschurken                    |                                                                                  | |
| Eobard Thawne / Reverse-Flash    | C. Thomas Howell                                                                 | JL: The Flashpoint Paradox, Suicide Squad: Hell to Pay |
| Lex Luthor                       | Steve Blum, Rainn Wilson 5                                                       | JL: The Flashpoint Paradox, JL: Throne of Atlantis, JL vs. TT, Suicide Squad: Hell to Pay, The Death of Superman, Reign of the Supermen, Batman: Hush, JL Dark: Apokolips War |
| Slade Wilson / Deathstroke       | Ron Perlman 1, Thomas Gibson 6, Miguel Ferrer                                    | JL: The Flashpoint Paradox, Son of Batman, Titans: Der Judas-Auftrag, Suicide Squad: Hell to Pay |
| Orm / Ocean Master               | James Patrick Stuart 1, Steve Blum 7, Sam Witwer 4                               | JL: The Flashpoint Paradox, JL: War, JL: Throne of Atlantis |
| Darkseid                         | Steve Blum 7, Tony Todd                                                          | JL: War, Reign of the Supermen, JL Dark: Apokolips War |
| Trigon                           | Jon Bernthal, John DiMaggio                                                      | JL vs. TT, JL Dark: Apokolips War |
| Ra’s al Ghul                     | Giancarlo Esposito 6, Terrence C. Carson                                         | Son of Batman, JL vs. TT |
| Talia al Ghul                    | Morena Baccarin                                                                  | Son of Batman, Batman vs. Robin, Batman: Bad Blood |
| Joker                            | Dee Bradley Baker, Jason Spisak                                                  | Son of Batman, Batman vs. Robin, Batman: Hush |
| Harvey Dent / Two-Face           | Dave Boat                                                                        | Son of Batman, Suicide Squad: Hell to Pay, Batman: Hush |
| Clayface                         | Adam Gifford                                                                     | JL: The Flashpoint Paradox, Batman: Hush |
| Victor Fries / Mr. Freeze        | Stumm                                                                            | JL: The Flashpoint Paradox (Cameo), Batman: Hush |
| Oswald C. Cobblepot / Pinguin    | Stumm                                                                            | Batman: Bad Blood, Batman: Hush |
| Dr. Jonathan Crane / Scarecrow   | Michael Rosenbaum, Chris Cox                                                     | Nightwing and Robin, Batman: Hush |
| Blockbuster                      | John DiMaggio 8, Dave Fennoy                                                     | Batman: Bad Blood, Suicide Squad: Hell to Pay |
| Mark Mardon / Weather Wizard     | Rick D. Wasserman                                                                | JL vs. TT, JL Dark: Apokolips War |
| Dabney Donovan                   | Trevor Devall                                                                    | The Death of Superman, Reign of the Supermen |
| Hank Henshaw / Cyborg Superman   | Patrick Fabian                                                                   | The Death of Superman, Reign of the Supermen |
| Lady Shiva                       | Sachie Alessio                                                                   | Batman: Hush, JL Dark: Apokolips War |
| Giganta                          | Kimberly Brooks                                                                  | Wonder Woman: Bloodlines, JL Dark: Apokolips War |

Abkürzungen: JL = Justice League; TT = Teen Titans

## Rezeption

### Einnahmen
Das DCAMU spielte ca. 69 Millionen US-Dollar durch DVD und Blu-Ray-Verkäufe ein (Stand: 5. April 2023).
| Film                                       | Einnahmen  | Einnahmen  | Einnahmen  |
| Film                                       | DVD        | Blu-Ray    | Gesamt     |
| ------------------------------------------ | ---------- | ---------- | ---------- |
| Justice League: The Flashpoint Paradox     | 2.860.726  | 2.403.057  | 5.263.783  |
| Justice League: War                        | 3.156.584  | 2.649.811  | 5.806.395  |
| Son of Batman                              | 3.457.243  | 3.578.060  | 7.035.303  |
| Justice League: Throne of Atlantis         | 2.054.475  | 2.607.034  | 4.661.509  |
| Batman vs. Robin                           | 1.799.936  | 2.475.078  | 4.275.014  |
| Batman: Bad Blood                          | 2.365.060  | 2.518.779  | 4.883.839  |
| Justice League vs. Teen Titans             | 1.897.113  | 2.783.202  | 4.680.315  |
| Justice League Dark                        | 1.301.014  | 2.020.074  | 3.321.088  |
| Teen Titans: Der Judas-Auftrag             | 1.140.356  | 2.139.003  | 3.279.359  |
| Suicide Squad: Hell to Pay                 | 888.364    | 1.991.732  | 2.880.096  |
| The Death of Superman                      | 1.105.215  | 5.445.671  | 6.550.886  |
| DC: Constantine: City of Demons: The Movie | –          | 1.697.798  | 1.697.798  |
| Reign of the Supermen                      | –          | 3.796.946  | 3.796.946  |
| Batman: Hush                               | –          | 3.603.486  | 3.603.486  |
| Wonder Woman: Bloodlines                   | –          | 1.723.426  | 1.723.426  |
| Justice League Dark: Apokolips War         | –          | 5.572.687  | 5.572.687  |
| Gesamt:                                    | 22.026.086 | 47.005.844 | 69.031.930 |

### Kritiken
Stand: 4. Januar 2025
| Film                                                   | Rotten Tomatoes     | IMDb                     |
| ------------------------------------------------------ | ------------------- | ------------------------ |
| Justice League: The Flashpoint Paradox                 | 100 % (6 Kritiken)  | 8,1 (61.512 Bewertungen) |
| Justice League: War                                    | 57 % (7 Kritiken)   | 7,2 (38.414 Bewertungen) |
| Son of Batman                                          | 64 % (11 Kritiken)  | 6,7 (32.115 Bewertungen) |
| Justice League: Throne of Atlantis                     | 63 % (8 Kritiken)   | 6,6 (25.703 Bewertungen) |
| Batman vs. Robin                                       | 100 % (5 Kritiken)  | 7,1 (26.532 Bewertungen) |
| Batman: Bad Blood                                      | 100 % (5 Kritiken)  | 6,7 (26.884 Bewertungen) |
| Justice League vs. Teen Titans                         | 80 % (5 Kritiken)   | 6,9 (24.412 Bewertungen) |
| Justice League Dark                                    | 80 % (10 Kritiken)  | 7,0 (29.942 Bewertungen) |
| Teen Titans: Der Judas-Auftrag                         | 83 % (6 Kritiken)   | 7,0 (17.839 Bewertungen) |
| Suicide Squad: Hell to Pay                             | 88 % (8 Kritiken)   | 7,0 (17.836 Bewertungen) |
| The Death of Superman                                  | 93 % (14 Kritiken)  | 7,3 (20.338 Bewertungen) |
| DC: Constantine: City of Demons: The Movie             | 100 % (3 Kritiken)0 | 7,3 (9.868 Bewertungen)0 |
| Reign of the Supermen                                  | –                   | 6,8 (18.818 Bewertungen) |
| Batman: Hush                                           | 083 % (18 Kritiken) | 6,9 (23.760 Bewertungen) |
| Wonder Woman: Bloodlines                               | 088 % (8 Kritiken)0 | 5,9 (8.698 Bewertungen)0 |
| Justice League Dark: Apokolips War                     | 100 % (19 Kritiken) | 7,7 (27.893 Bewertungen) |
| Superman: Man of Tomorrow                              | 093 % (14 Kritiken) | 6,4 (9.083 Bewertungen)0 |
| Justice Society: World War II                          | 076 % (17 Kritiken) | 6,4 (9.608 Bewertungen)0 |
| Batman: The Long Halloween – Teil Eins                 | 100 % (21 Kritiken) | 7,2 (21.016 Bewertungen) |
| Batman: The Long Halloween – Teil Zwei                 | 100 % (15 Kritiken) | 7,2 (17.740 Bewertungen) |
| Green Lantern: Beware My Power                         | 056 % (9 Kritiken)0 | 6,2 (5.411 Bewertungen)0 |
| Legion of Super-Heroes                                 | 060 % (5 Kritiken)0 | 5,8 (5.059 Bewertungen)0 |
| Justice League: Warworld                               | 050 % (6 Kritiken)0 | 5,3 (5.039 Bewertungen)0 |
| Justice League: Crisis on Infinite Earths – Part One   | 088 % (8 Kritiken)0 | 6,2 (7.782 Bewertungen)0 |
| Justice League: Crisis on Infinite Earths – Part Two   | 017 % (6 Kritiken)0 | 5,5 (4.732 Bewertungen)0 |
| Justice League: Crisis on Infinite Earths – Part Three | 020 % (5 Kritiken)0 | 6,0 (3.844 Bewertungen)0 |

## Andere Medien

### Webserie
CW Seed veröffentlichte im März 2018 eine animierte fünf Episoden lange Miniserie mit dem Titel Constantine: City of Demons, die von J.M. DeMatteis geschrieben wurde und die Kontinuität mit Justice League Dark teilt. Matt Ryan wiederholt seine Rolle als John Constantine. Am 9. Oktober wurde die Serie als Film als erweiterte Version für DVD und Blu-Ray erneut veröffentlicht und später am 19. Januar 2019 auf CW Seed in zwei Folgen aufgeteilt.

### Tie-in Comics
| Titel                         | Bänder | Erscheinungsdaten            | Autor           | Zeichner                                                         |
| ----------------------------- | ------ | ---------------------------- | --------------- | ---------------------------------------------------------------- |
| Suicide Squad: Hell to Pay    | 12     | 21. März 2018                | Jeff Parker     | Cat Staggs, Stefano Raffaele, Agustin Padilla & Mathew Dow Smith |
| The Death of Superman: Part 1 | 12     | 1. August – 17. Oktober 2018 | Louise Simonson | Cat Staggs                                                       |